# Кримінальний кодекс Перу
Кримінальний кодекс Перу (ісп. Código Penal del Perú, Decreto Legislativo N° 635) — основне джерело кримінального права Перу. Був прийнятий Парламентом 3 квітня 1991 року та чинний від 9 квітня 1991 року.